# Bombardements de Singapour (1944-1945)
Seconde Guerre mondiale
Batailles
- Opération Cockpit
- Opération Transom
- Opération Matterhorn (Pelembang - Kuala Lumpur)
- Bombardements de Bangkok (1942-45)
- Bombardements de Singapour (1944-45)
- Opération Crimson
- Opération Banquet (Padang)
- Opération Light
- Opération Millet
- Opération Outflank (Robson - Lentil - Meridian)
- Opération Sunfish
- Opération Bishop
- Opération Balsam
- Opération Collie
- Opération Livery

Japon :
- Raid de Doolittle
- Bombardements stratégiques sur le Japon (Tokyo
- Yokosuka
- Kure
- Hiroshima et Nagasaki)
- Raids aériens japonais des îles Mariannes
- Campagne des archipels Ogasawara et Ryūkyū
- Opération Famine
- Bombardements navals alliés sur le Japon
- Baie de Sagami
- Invasion de Sakhaline
- Invasion des îles Kouriles
- Opération Downfall
- Reddition du Japon

Pacifique central :
- Pearl Harbor
- Guam (1941)
- Wake
- Raid sur les îles Gilbert et Marshall
- Opération K
- Midway
- Opération RY
- Campagne des îles Gilbert et Marshall
- Campagne des îles Mariannes et Palaos
- Campagne des archipels Ogasawara et Ryūkyū
- Opération Inmate

Pacifique du sud-ouest :
- Nauru
- Invasion des Philippines (1941-42)
- Invasion des Indes orientales néerlandaises
- Opérations de l'Axe dans les eaux australiennes
- Raids aériens japonais sur l'Australie (1942-43)
- Opération Ke
- Campagne des îles Salomon
- Campagne de Nouvelle-Guinée
- Campagne des Philippines
- Campagne de Bornéo (1945)

Asie du sud-est :
- Invasion de l'Indochine (1940)
- Océan Indien (1940-45)
- Guerre franco-thaïlandaise
- Invasion de la Thaïlande
- Campagne de Malaisie
- Hong Kong
- Singapour
- Campagne de Birmanie
- Opération Kita
- Indochine (1945)
- Détroit de Malacca
- Opération Jurist
- Opération Tiderace
- Opération Zipper
- Bombardements stratégiques (1944-45)

Guerre sino-japonaise
Front d'Europe de l’Ouest
Front d'Europe de l’Est
Bataille de l'Atlantique
Campagnes d'Afrique, du Moyen-Orient et de Méditerranée
Théâtre américain
Les bombardements de Singapour (1944-1945) constituent une campagne militaire menée par les forces aériennes alliées durant la Seconde Guerre mondiale. Des unités de bombardiers à longue portée de l'United States Army Air Forces (USAAF) ont effectué, entre novembre 1944 et mars 1945, 11 raids aériens sur Singapour occupé par les Japonais. La plupart de ces attaques visaient la base et les chantiers navals de l'île, même si plusieurs missions de mouillage de mines ont été effectuées dans les eaux avoisinante. Après le redéploiement des bombardiers américains, la Royal Air Force britannique prit la responsabilité des opérations de mouillage de mines près de Singapour, et ce jusqu'au 24 mai 1945.
Les raids eurent des résultats mitigés. Bien que des dommages importants aient été infligés à l'importante base navale de Singapour et au port commercial, quelques raids sur ces objectifs ont échoué et d'autres attaques contre des installations de stockage de pétrole sur des îles proche de Singapour furent inefficaces. Le minage des eaux perturba la navigation japonaise dans la région. Elle provoqua la perte de trois navires et des dommages une dizaine d'autres. Mais, globalement, elle ne fut pas décisive. Les attaques aériennes alliées ont cependant donné espoir, la population civile de Singapour y voyant le signe d'une libération imminente de la ville. Le nombre total de victimes civiles des bombardements fut faible, même si une attaque laissa des centaines de personnes sans abri et que des civils furent tués au cours d'attaques contre des installations militaires.

## Contexte historique
Dans les décennies suivant la Première Guerre mondiale, la Grande-Bretagne étendit la base navale de Singapour à Sembawang sur la côte nord de l'île. Cette extension s'inscrivait dans le cadre de projets de dissuasion  de l'expansionnisme japonais dans la région (stratégie de Singapour). L'installation résultante fut parmi les plus importantes de l'Empire britannique. Elle comprenanit la grande cale sèche du Roi George VI, et la cale flottante  de l'Admiralty IX,. Les forces du Commonwealth affectées à la Malaisie britannique et Singapour furent rapidement vaincues dans les mois qui suivirent le déclenchement de la guerre du Pacifique, et l'île se rendit aux Japonais le 15 février 1942. Singapour fut bombardée par l'aviation japonaise à plusieurs reprises au cours de la bataille de Malaisie et celle de Singapour. Ces raids firent de nombreux morts parmi les civils.

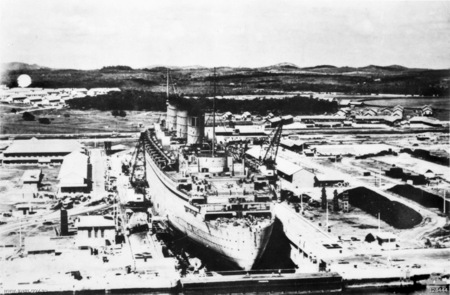
Le paquebot Queen Mary dans la cale sèche King George VI en août 1940.

Au cours des combats de 1941 et 1942, la base navale a subi peu de dommages. Elle est ensuite devenue la plus importante installation de la Marine impériale japonaise hors des îles japonaises. Comme sous l'autorité britannique, de nombreux civils recrutés sur place travaillèrent sur la base. Pourtant la Marine japonaise les soumettait à une discipline de fer, incluant des coups pour des erreurs mineures, ainsi que l'emprisonnement et même l'exécution en cas de vol et fuites d'information. La deuxième  et la troisième Flotte japonaises ont été transférées du Pacifique central à Singapour et les îles Lingga voisines, entre février et avril 1944, pour se rapprocher de leurs sources de carburant. Ces deux flottes constituaient le principal de la Marine impériale japonaise et utilisaient la plupart des cuirassés et porte-avions restants.
Les forces affectées à la défense de Singapour n'étaient guère puissantes. Début 1945, la défense anti-aérienne japonaise de l'île ne comprenait que deux compagnies de l'Armée équipées de canons automatiques, quelques unités antiaériennes de la Marine Impériale Japonaise et un petit nombre de chasseurs. Certains canons antiaériens étaient servis par des auxiliaires malais ,. Cette force de défense aérienne était déjà insuffisante. Son efficacité  fut encore diminuée par manque de coordination entre l'armée et la marine, par manque de matériel pour les canons et d'équipement de lutte contre les incendies. De plus, aucun radar de contrôle de tir ou ballons de barrage n'était disponible. La défense contre les raids de nuit fut particulièrement faible car aucun chasseur nocturne n'était stationné près de Singapour et la coordination entre les canons antiaériens et les unités dont les projecteurs balayent le ciel était déficiente.
En juin 1944, le XX Bomber Command de l'USAAF commença des opérations aériennes de combat avec des bombardiers lourds Boeing B-29 Superfortress à partir des bases aériennes à proximité de Kharagpur, au nord-est de l'Inde. Bien que le rôle principal de l'escadrille ait été l'attaque d'objectifs industriels sur les îles japonaises, environ 50 % de ses missions furent consacrées au soutien d'autres opérations alliées dans le Pacifique. Le XX Bomber Command relevait de la 20th USAAF, dirigé depuis Washington (district de Columbia), par le chef d'état major de l'USAAF en personne, Henry Harley Arnold, plutôt que par le commandement allié sur le théâtre des opérations, en Inde et en Chine. Le général de division Curtis LeMay prit le commandement du XX Bomber Command le 29 août après qu'Arnold ait été relevé de son commandement.
Après la défaite japonaise à la bataille du golfe de Leyte, fin octobre 1944, les vestiges de la Marine Impériale Japonaise furent concentrés en deux groupes navals. L'un retourna stationner dans les bases marines de la mer intérieure de Seto, tandis que l'autre stationna aux Îles Lingga. Le 27 octobre, Arnold suggéra à LeMay l'idée que la défaite japonaise de Leyte pourrait contribuer à accroître l'importance des installations navales de Singapour. Et il demanda si le XX Bomber Command pouvait attaquer des objectifs sur l'île. Peu de renseignements récents sur Singapour étaient disponibles, aussi le 30 octobre, un B-29 de reconnaissance survola Singapour pour la première fois et prit de bonnes photos de l'île. Malgré ce succès, l'équipe de LeMay estimait qu'une attaque de jour de Singapour — exigeant 6 400 km aller-retour depuis Kharagpur — pourrait ne pas réussir. Malgré tout, Arnold ordonna au XX Bomber Command d'attaquer Singapour.

## Raids

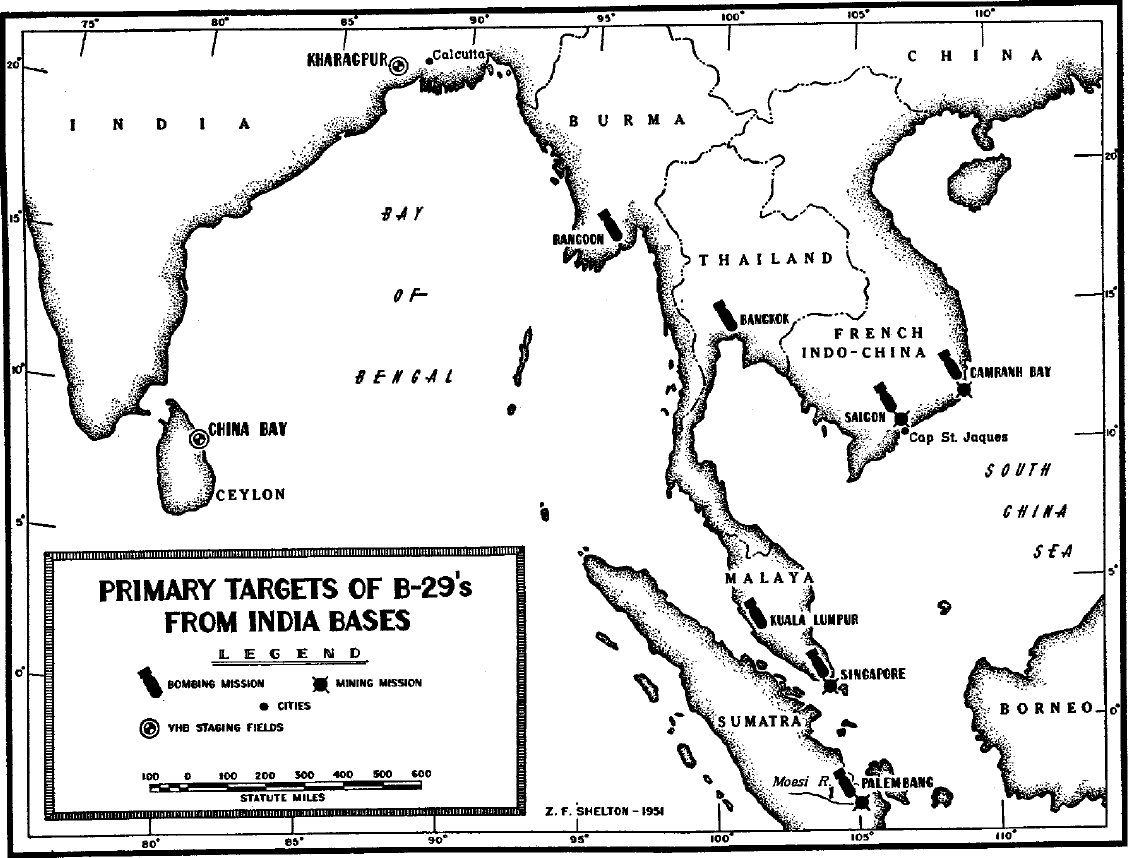
Localisations des bases des bombardiers B-29 en Inde et à Ceylan, et leurs principales cibles en Asie du Sud-Est.

### Attaque initiale
Le premier raid sur Singapour eut lieu le 5 novembre 1944. Le XX Bomber Command envoya 76 bombardiers Boeing B-29 depuis sa base située aux environs de Kharagpur. En raison de la distance importante jusqu'à la cible, chacun des avions n'était armé que de deux bombes de 1 000 livres ; les pilotes reçurent également instruction de bombarder depuis une altitude plus basse que la normale, 6 100 m et de maintenir une formation lâche. La cale sèche King George VI constituait la cible principale de ce raid, et la raffinerie de Pangkalanbrandan au nord de Sumatra fut désignée comme cible secondaire.
Les premiers B-29 arrivèrent sur la base navale de Singapour à 06h44. Les bombardements furent très précis, l'avion de tête larguant une bombe à moins de 15 mètres de la porte du caisson de la cale sèche. Les bombes du troisième B-29 tombèrent à proximité et d'autres avions touchèrent aussi la cale sèche par des impacts directs, la rendant inutilisable durant trois mois. Les bombes furent larguées sur et à proximité de la cale sèche et endommagèrent également un navire de charge de 142 mètres, alors en réparation dans la cale. Beaucoup de travailleurs civils sur le dock et alentour ne purent s'échapper et périrent. Les raids infligèrent également des dommages à d'autres installations de la base navale. Dans l'ensemble, 53 Superforteresses bombardèrent la base navale de Singapour, alors que sept autres attaquèrent la raffinerie de Pangkalanbrandan. Quelques canons antiaériens ou avions japonais tirèrent sur les alliés, et deux B-29 furent perdus dans des accidents,. Ce raid fut la plus longue opération de bombardement en plein jour menée jusqu'alors. À la suite de l'attaque, les soldats japonais tuèrent un groupe de travailleurs indonésiens blessés. Les dégâts de la cale sèche King George VI signifiait qu'elle ne pourrait pas servir à réparer les cuirassés japonais endommagés lors de la bataille du golfe de Leyte.

### Bombardements ultérieurs
Le raid suivant sur Singapour n'eut pas lieu avant janvier 1945. À la suite de rapports faisant apparaître que des navires de guerre japonais endommagés lors de la Campagne des Philippines (1944-1945) étaient en réparation à Singapour, une force de 47 Superforteresses fut envoyée d'Inde avec pour cible le dock flottant Admiralty IX ainsi que le dock King sur la côte sud de l'île. Ces avions décollèrent le 10 janvier vers minuit et commencèrent à arriver sur Singapour le 11 à 08h20. Seuls 27 des assaillants frappèrent les quais, et en raison des intenses tirs antiaériens des navires de guerre japonais dans le Détroit de Johor, les bombardiers ne causèrent pas de dommages. Les autres avions bombardèrent Penang en Malaisie, Mergui en Birmanie et plusieurs cibles opportunes, généralement sans succès. Deux B-29 furent perdus au cours de cette opération,,.
En janvier 1945, la XX Bomber Command entama les préparatifs de redéploiement vers les îles Mariannes. Elle cessa ses attaques sur le Japon et l'est de l'Asie, se servant des bases en Chine pour le ravitaillement des B-29 en route vers leurs cibles et se focalisa sur des cibles d'Asie du sud-est qui pourrait être atteintes de Kharagpur. Comme il y avait peu de cibles industrielles à portée de Kharagpur, la plus haute priorité fut donnée à l'attaque de navires dans les ports importants que sont Rangoun, Bangkok et Singapour mais aussi des ports plus petits. Les attaques consistèrent à la fois en bombardements classiques mais en mouillages de mines. Dans le cadre de la transition, LeMay partit pour les îles Mariannes le 18 janvier et fut remplacé par le brigadier-général Roger M. Ramsey.

Le XX Bomber Command mena un important raid de bombardement conventionnel sur la base navale de Singapour le 1er février. Ce jour-là, 112 B-29 furent envoyés, chacun muni de quatre bombes de 1 000 livres. L'objectif principal du raid, la cale flottante Admiralty IX, fut bombardée par 67 des 88 avions ayant atteint Singapour. Cette attaque coula la cale sèche et détruisit le navire de 140 m amarré à l'intérieur. Les 21 autres avions attaquant Singapour bombardèrent la zone de la base navale de West Wall et détruisirent de nombreux bâtiments ainsi que des équipements lourds ; ce secteur abritait les bureaux principaux de la base. Parmi les autres avions, 20 se déroutèrent et attaquèrent des cibles à Penang et Martaban. Un chasseur japonais abattit un des B-29 et une autre Superfortresse fut détruite lors de l'atterrissage, du fait de dommages causés par une attaque aérienne,.

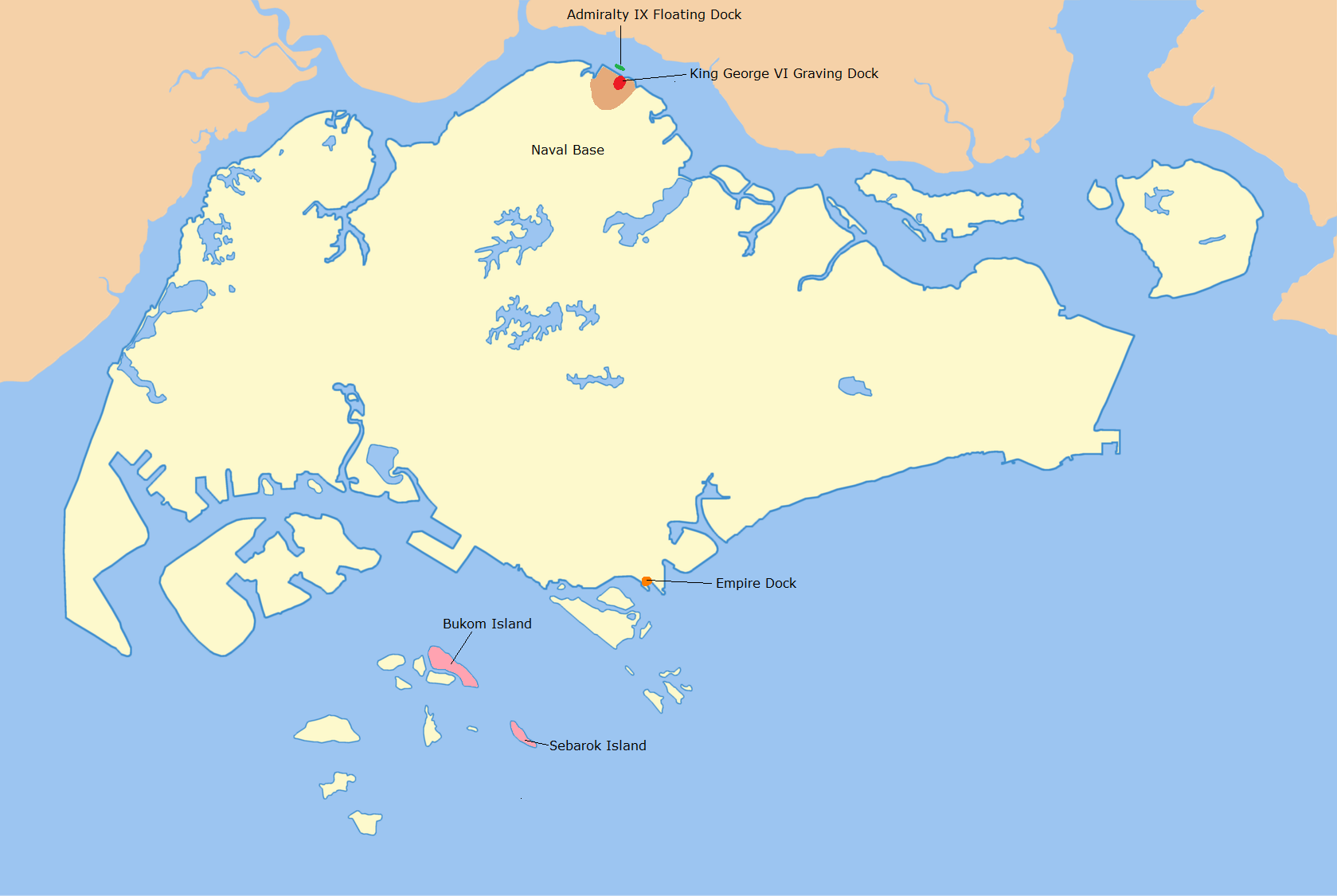
Carte de l'île de Singapour et des îles proches, ainsi que de la côte sud de Johor (Malaisie), montrant les cibles prioritaires des raids de l'USAAF sur Singapour.
(Note: cette carte montre le littoral moderne de Singapour, différent de celui de la 2e guerre mondiale..)

Bien que le XX Bomber Command eut commencé les préparatifs d'une nouvelle attaque sur la base navale de Singapour pour le 6 février, ce raid fut annulé le 3 du mois par l'amiral Louis Mountbatten, commandant des forces alliées en Asie du Sud-Est. Mountbatten ordonna de ne plus prendre pour cible les installations navales de Singapour et Penang, car elles seraient nécessaires aux forces alliées après la libération de la Malaisie et de Singapour, prévue ultérieurement en 1945,. Après avoir demandé des précisions sur cet ordre, Ramsey rencontra Mountbatten à Kandy. Lors de cette rencontre, Mountbatten assigna des cibles dans la région de Kuala Lumpur comme première priorité au XX Bomber Command, tandis que la deuxième priorité fut donnée à des zones soigneusement sélectionnées de Singapour. Ces zones excluaient la cale sèche King George VI et plusieurs autres docks et des secteurs avec de l'artillerie lourde, mais autorisaient des attaques sur le secteur de West Wall de la base navale de Singapour, les entrepôts de produits pétroliers de la marine et des installations portuaires commerciales. Saïgon fut assignée comme troisième priorité du XX Bomber Command et la quatrième priorité fut donnée aux décharges de stockage de produits pétroliers sur les îles proches de Singapour.
La campagne de bombardement suivante sur Singapour se déroula le 24 février. Ce jour-là, 116 B-29 furent envoyés pour bombarder la zone de l'Empire Dock à la pointe sud de Singapour. C'était un port commercial et il était considéré par les planificateurs du XX Bomber Command comme « la seule cible prioritaire appropriée sans condition subsistant sur ce théâtre ». Les bombardiers étaient armés de bombes incendiaires, et les 105 B-29 qui a atteignirent Singapour réussirent à brûler 39 % de la superficie de l'entrepôt près du port. Par la suite, la cible fut obscurcie par la fumée, 26 des B-29 bombardèrent à l'aveugle plutôt qu'en visuel, d'où un manque de précision et des dégâts dans les zones résidentielles et commerciales civiles près du port. Le journal Syonan Shimbun a par la suite rapporté que 396 personnes étaient devenues sans-abri à la suite du raid. Les pertes du raid de l'USAAF  se limitèrent à un seul B-29 qui s'écrasa à la suite d'une panne d'essence sur le chemin du retour vers l'Inde.
Le XX Bomber Command attaqua de nouveau Singapour le 2 mars. Comme de nombreuses unités de service du Command étaient en route pour les îles Mariannes, seuls 64 B-29 purent être envoyés. Ces avions prirent pour cible la zone d'ateliers et d'entrepôts de la base navale avec des bombes de 230 kg. Les 49 B-29 qui atteignirent Singapour bombardèrent cette zone et les dommages s'ajoutèrent à ceux des raids précédents, mais les résultats de l'attaque furent à nouveau limités par les tirs antiaériens des navires de guerre japonais. Deux B-29 furent abattus par des canons antiaériens au cours du raid,.

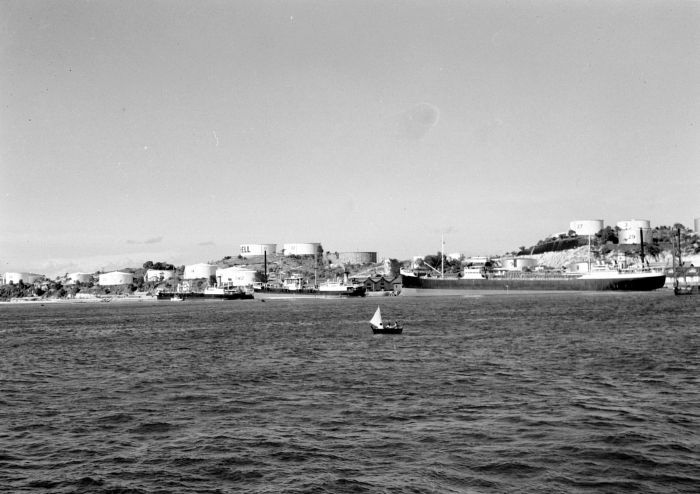
Les réservoirs de carburant des l'île Samboe (en 1936) constituaient des cibles prioritaires de l'attaque du 12 mars 1945.

Les deux derniers raids effectués par la XX Bomber Command, après son déploiement sur les îles Mariannes, prit pour cible des installations de stockage de produits pétrolier sur les îles de la région de Singapour. Le 12 mars, trois groupes de B-29 furent envoyés pour attaquer les îles de Pulau Bukom et Pulau Sebarok, à proximité de la côte sud de Singapour, mais aussi Sambu, à quelques kilomètres au sud près de Batam dans les Indes orientales néerlandaises. Chacun des groupes se vit affecter une île différente. Ils ne rencontrèrent aucune batterie antiaérienne ni avion de chasse japonais. Malgré cela, le mauvais temps contraint les 44 B-29 atteignant la zone ciblée à utiliser des techniques de bombardements à l'aveugle, et leur attaque causa peu de dégâts. L'ultime attaque du Command avant de partir pour les îles Mariannes, eut lieu dans la nuit du 29 au 30 mars quand 29 Superfortress furent envoyés pour attaquer l'île de Bukom. Afin de former les équipages aux tactiques à basse altitude qui ont servi contre les îles japonaises, les bombardiers attaquèrent leurs objectifs individuellement à des altitudes comprises entre 1 500 m et 2 100 m. Ce raid parvînt à détruire 7 des 49 réservoirs de produits pétroliers de l'île, et trois autres furent endommagés. Aucun B-29 ne disparut lors de ces raids,.

## Mouillage de mines près de Singapour
Dans le cadre de sa campagne contre la navigation, à chaque période de pleine lune à dater de fin janvier 1945, le XX Bomber Command opéra des mouillage de mines. Dans la nuit du 25 au 26 janvier, quarante-et-un B-29 des 444e et 468e Groupes de Bombardement posèrent six champs de mines aux abords de Singapour. La même nuit, d'autres B-29 larguèrent des mines au large de Saïgon et de la baie de Cam Ranh dans le cadre du plus importante opération de mouillage de mines aérien dans le Pacifique jusqu'à cette date. Dans la nuit du 27-28 février, douze B-29 furent envoyés larguer des mines dans le détroit de Johor, près de Singapour. Dix de ces avions larguèrent avec succès 55 mines dans la zone cible, et un autre avion mina Penang. Lors de la période de pleine lune suivante, dans la nuit du 28 au 29 mars, vingt-deux B-29 larguèrent des mines près de Singapour. Aucun avion ne fut perdu au cours de ces missions.
Après le retrait du XX Bomber Command, le Group no 222 de la Royal Air Force britannique prit la responsabilité des opérations de mouillage de mines dans la région de Singapour à l'aide de bombardiers Consolidated B-24 Liberator ,. Le mouillage de mines cessa le 24 mai  afin que les mines laissées ne perturbent pas le débarquement britannique prévu en Malaisie en septembre. Les Japonais établirent des postes d'observation sur les îles du détroit de Singapour afin de repérer les champs de mines, mais ceux-ci n'étaient pas efficaces, et en général, les champs de mines n'étaient détectés que lorsqu'un navire en heurtait une. Au total, les mines parachutées coulèrent trois navires près de Singapour et en endommagèrent dix autres. En outre, les champs de mines perturbèrent les voies de navigation des Japonais, tout comme les tentatives pour réparer les navires. La campagne de mouillage de mines des alliés fut cependant trop brève pour parvenir à des résultats décisifs.

## Conséquences

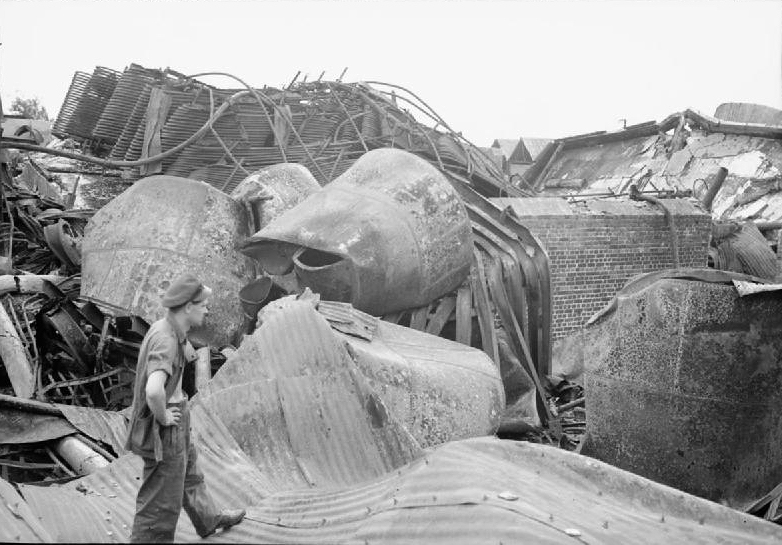
Un chauffeur du train de la Royal Air Force observe les dégâts causés par les bombardements alliés dans les docks de Singapour, septembre 1945.

Les attaques du XX Bomber Command sur Singapour eurent des résultats mitigés. Les raids sur la base navale de Singapour endommagèrent ou détruisirent de nombreux ateliers et empêchèrent les Japonais d’utiliser la cale sèche King George VI entre fin 1944 et début 1945, et la cale sèche Admiralty IX à partir de février 1945. En outre, les travailleurs de la base navale ne retournaient pas travailler pendant un certain temps à la suite des raids, et il fallut leur offrir un meilleur salaire, plus des vivres et des abris anti-aérien supplémentaires. Bien que les dégâts causés aux Empire Docks gênèrent les opérations portuaires japonaises, le mauvais état de la zone portuaire freina également les efforts britanniques de remise en état après la guerre. Les attaques des réservoirs de stockage des produits pétroliers sur les îles à proximité de Singapour furent moins efficaces, et beaucoup s'avérèrent encore exploitables après la reddition japonaise.
Les efforts de défense japonais contre les attaques aériennes furent infructueux. En raison de la faiblesse de la défense aérienne de l'île, seuls neuf B-29 furent abattus au cours de la campagne américaine, tous lors de raids de jour. Les opérations de déminage furent aussi lentes, et il fallut trois semaines pour déclarer le port sécurisé après chaque raid allié de mouillage de mines. Les équipages survivants des bombardiers américains abattus rencontrèrent des destins divers ; un petit nombre rejoignit des mouvements de résistance comme la  Malayan Peoples' Anti-Japanese Army, alors que d'autres furent détenus dans des conditions cruelles. Ceux qui furent capturés par la marine impériale japonaise et détenus à la base navale ont été décapités. Après la guerre, le personnel japonais soupçonné d'avoir été responsable d'atrocités envers ces prisonniers fut jugé pour crimes de guerre lors des procès de Seletar et ceux déclarés coupables furent exécutés ou purgèrent de longues peines d'emprisonnement.
Les raids aériens sur Singapour ont donné l'espoir à la population civile de l'île. Ils étaient vus comme annonciateurs de la libération de Singapour du joug oppressant du Japon, bien que les civils aient généralement pris soin de cacher cette opinion vis-à-vis du personnel de l'occupation japonaise. Les B-29 ont été largement jugés comme invulnérables, et les civils furent réconfortés par leur apparente capacité à attaquer les japonais à volonté. Pour tenter de contrer ce point de vue, les autorités d'occupation montrèrent des épaves de B-29 abattus et les membres d'équipage survivants tout comme des séquences de film d'une Superfortresse se faisant abattre. Cette campagne de propagande échoua. Les japonais ont également échoué dans leurs tentatives d'élever la population musulmane contre les raids en soulignant les dommages subis par une mosquée le 11 janvier et le 24 février, ce dernier un raid coïncidant avec la célébration de l'anniversaire de Mahomet. Un autre facteur contribuant au soutien du public aux raids était que la politique de cibler des installations militaires signifiait un nombre limité de blessés civils, et les bombardements américains ont été perçus comme d'une grande précision. Toutefois, l'anticipation de nouvelles attaques provoqua une hausse des prix des produits alimentaires et d'autres produits de base, lorsque les gens se mirent à stocker. Les Japonais tentèrent de stopper cette accumulation et ce mercantilisme, sans succès.